# Eubelum haasi
Eubelum haasi är en kräftdjursart som beskrevs av Franco Ferrara och Helmut Schmalfuss 1985. Eubelum haasi ingår i släktet Eubelum och familjen Eubelidae. Inga underarter finns listade i Catalogue of Life.